# Ignacio Noguer Carmona
Ignacio Noguer Carmona (ur. 13 stycznia 1931 w Sewilli, zm. 3 października 2019) – hiszpański duchowny rzymskokatolicki, biskup diecezjalny Guadix w latach 1976–1990, biskup koadiutor Huelvy w latach 1990–1993, biskup diecezjalny Huelvy w latach 1993–2006, od biskup senior diecezji Huelvy.

## Życiorys
Urodził się 13 stycznia 1931 w Sewilli. 17 czerwca 1956 został wyświęcony na prezbitera.
10 września 1976 został mianowany biskupem diecezjalnym diecezji Guadix. Święcenia biskupie przyjął 17 października 1976. Konsekrował go kardynał José María Bueno y Monreal, arcybiskup metropolita Sewilli, któremu asystowali Emilio Benavent Escuín, arcybiskup metropolita Grenady, i Gabino Díaz Merchán, arcybiskup metropolita Oviedo.
19 października 1990 został przeniesiony na urząd biskupa koadiutora diecezji Huelvy. 27 października 1993 przejął diecezję. 17 lipca 2006 została przyjęta jego rezygnacja z zajmowanego urzędu.